# U-645
Unterseeboot 645 foi um submarino alemão do Tipo VIIC, pertencente a Kriegsmarine que atuou durante a Segunda Guerra Mundial.

## Comandantes
| Comandante           | Data                                           |
| -------------------- | ---------------------------------------------- |
| Oblt. (R) Otto Ferro | 22 de outubro de 1942 - 24 de dezembro de 1943 |

## Subordinação
Durante o seu tempo de serviço, esteve subordinado às seguintes flotilhas:
| Período                                     | Flotilha                                  |
| ------------------------------------------- | ----------------------------------------- |
| 22 de outubro de 1942 - 30 de abril de 1943 | 5. Unterseebootsflottille (treinamento)   |
| 1 de maio de 1943 - 24 de dezembro de 1943  | 3. Unterseebootsflottille (serviço ativo) |

## Operações conjuntas de ataque
O U-645 participou das seguinte operações de ataque combinado durante a sua carreira:
- Rudeltaktik sem nome (5 de maio de 1943 - 10 de maio de 1943)
- Rudeltaktik Isar (10 de maio de 1943 - 15 de maio de 1943)
- Rudeltaktik Donau 1 (15 de maio de 1943 - 26 de maio de 1943)
- Rudeltaktik Leuthen (15 de setembro de 1943 - 24 de setembro de 1943)
- Rudeltaktik Rossbach (24 de setembro de 1943 - 9 de outubro de 1943)
- Rudeltaktik Coronel 2 (13 de dezembro de 1943 - 14 de dezembro de 1943)
- Rudeltaktik Coronel 3 (14 de dezembro de 1943 - 17 de dezembro de 1943)
- Rudeltaktik Borkum (18 de dezembro de 1943 - 24 de dezembro de 1943)